# خوسيه خورادو
خوسيه خورادو (بالإسبانية: José Jurado)‏ هو لاعب غولف أرجنتيني، ولد في 1899 في بوينس آيرس في الأرجنتين، وتوفي في 1971.